# Humphreys megye (Mississippi)
Humphreys megye az Amerikai Egyesült Államokban, azon belül Mississippi államban található. Megyeszékhelye és legnagyobb városa Belzoni. Lakosainak száma 7785 fő (2020. április 1.). Humphreys megye Sunflower, Yazoo, Sharkey, Washington, Leflore és Holmes megyékkel határos.

## Népesség
A megye népességének változása:
| Lakosok száma | 9337 | 9308 | 9207 | 8922 | 8669 | 7785 |
|               | 2010 | 2011 | 2012 | 2013 | 2015 | 2020 |